# NGC 2201
NGC 2201 је спирална галаксија у сазвежђу Крма која се налази на NGC листи објеката дубоког неба.
Деклинација објекта је - 43° 42' 18" а ректасцензија 6h 13m 31,4s. Привидна величина (магнитуда) објекта NGC 2201 износи 13,5 а фотографска магнитуда 14,3. NGC 2201 је још познат и под ознакама ESO 254-40, MCG -7-13-7, AM 0611-433, PGC 18658.